# متعدد الفيتامينات

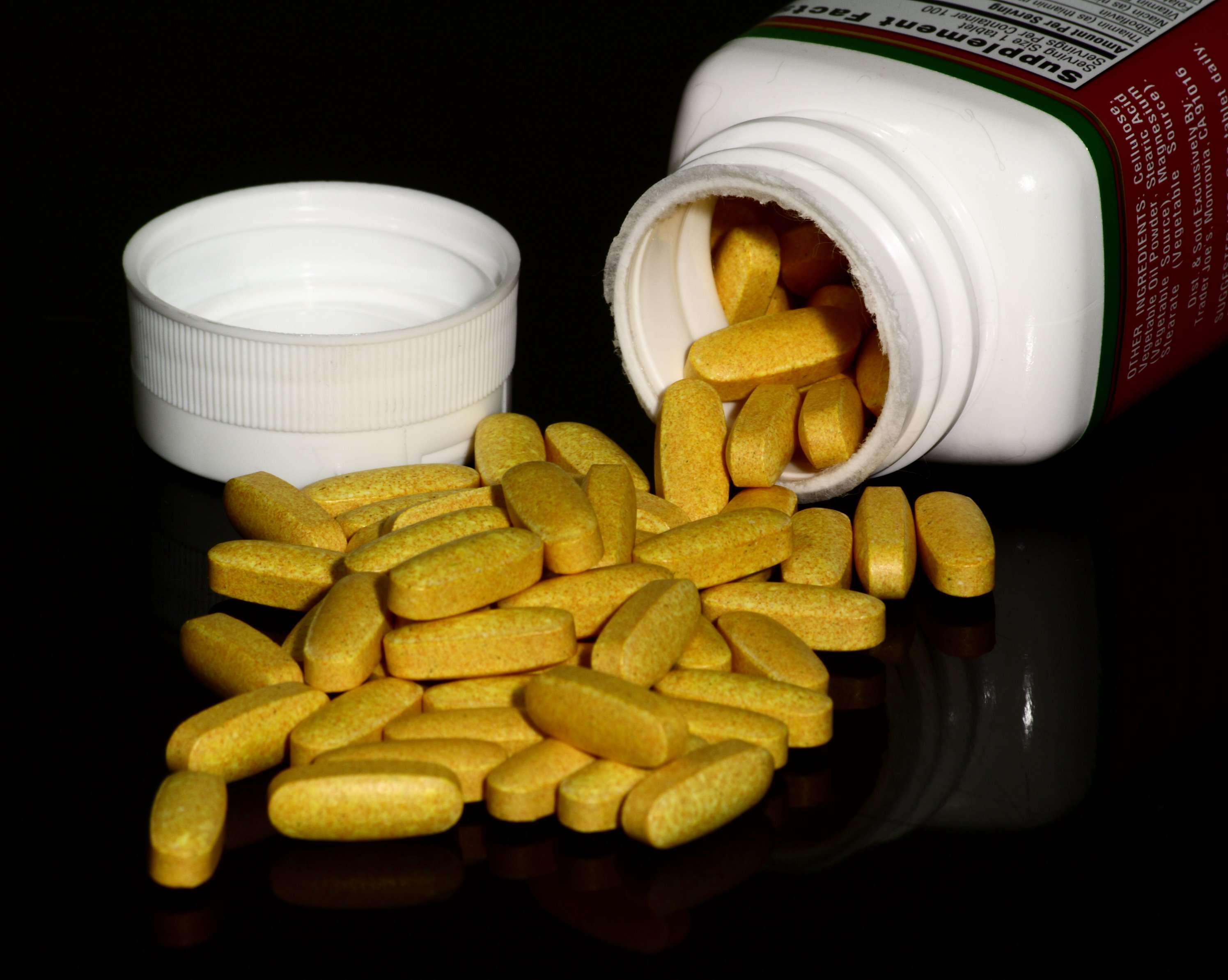
يتكون متعدد الفيتامينات من عدد من المغذيات الدقيقة, مثل الفيتامينات والعناصر الغذائية

متعدد الفيتامينات أو مكمّلات متعدد الفيتامينات (بالإنجليزية: Multivitamin)‏ هي نوع من المستحضرات يتم إستعمالها كـ مكمل غذائي، تتكون من مجموعة من الفيتامينات والعناصر الغذائية بالإضافة إلى عناصر تغذية أخرى.
تتوفر هذه المُستحضرات بعدة أشكال، منها أقراص، كبسولات، أقراص طبية مُحلاه، بودرة، سائلة، أو تركيبات قابلة للحقن، وبحسب هيئة الدستور الغذائي، وهي المرجعية العالمية للمستهلكين ومنتجي الأغذية ومُصنّعيها، فإن هذه المستحضرات «عدا التركيبات القابلة للحقن، تُعطى تحت إشراف طبي» تُصنّف على أنها صنف طعام.
يجدُر الإشارة إلى أنه لا يوجد تعريف علمي موحّد لمصطلح متعدد الفيتامينات، لكن في الولايات المتحدة على سبيل المثال، تُعرّف مكملات متعدد الفيتامينات على أنها: «مكمّلات تحتوي على ثلاثة أو أكثر من الفيتامينات والعناصر الغذائية، بحيث لا تتضمن أعشاب أو هرمونات أو عقاقير، ويكون مقدار كل فيتامين أو عنصر غذائي أقل من الحد الأعلى للتناول المسموح فيه، وذلك بحسب ما تقرره هيئة (أو مؤسسة) الغذاء والدواء، وأيضاً لا يترتب على تناولها حدوث أي آثار صحية عكسية».
بحسب بعض الدراسات، فإن تناول الأشخاص الأصحاء لمكمّلات متعدد الفيتامينات لا يمنع حدوث بعض الأمراض مثل السرطان أو أمراض القلب وأي أمراض أخرى، وترى أن التناول المنتظم لهذه المكمّلات لا يعتبر ضروريًا. من ناحية أخرى، بعض الأشخاص قد يُفيدهم تناول هذه المكمّلات، من الأمثلة على ذلك؛ الأشخاص الذين يعانون من سوء التغذية أو أولئك الذين يُحتمل إصابتهم بمرض مثل التنكس البقعي (التنكس البقعي المرتبط بالسن).